# Đội tuyển bóng đá quốc gia Somalia
Đội tuyển bóng đá quốc gia Somalia là đội tuyển cấp quốc gia của Somalia do Liên đoàn bóng đá Somalia quản lý.

## Thành tích tại giải vô địch thế giới
- 1930 đến 1978 - Không tham dự
- 1982 - Không vượt qua vòng loại
- 1986 đến 1998 - Không tham dự
- 2002 đến 2022 - Không vượt qua vòng loại

## Cúp bóng đá châu Phi
- 1957 đến 1968 - Không tham dự
- 1970 - Không vượt qua vòng loại
- 1972 - Không tham dự
- 1974 - Không vượt qua vòng loại
- 1976 - Không tham dự
- 1978 - Không tham dự
- 1980 - Bỏ cuộc
- 1982 - Không tham dự
- 1984 đến 1988 - Không vượt qua vòng loại
- 1990 đến 2004 - Không tham dự
- 2006 đến 2012 - Không vượt qua vòng loại
- 2013 đến 2023 - Không tham dự
- 2025 - Không vượt qua vòng loại

## Cầu thủ

### Đội hình
Đội hình sau khi hoàn thành vòng loại CAN 2023.
| Số | VT | Cầu thủ               | Ngày sinh (tuổi)  | Trận | Bàn | Câu lạc bộ                   |
| -- | -- | --------------------- | ----------------- | ---- | --- | ---------------------------- |
|    | TM | Mustaf Yuusuf         | 1 tháng 1, 1998   | 12   | 0   | Oskarshamns                  |
|    | TM | Ayub Ahmed            |                   | 0    | 0   | Minnesota                    |
|    | TM | Yusuf Lampanza        |                   | 0    | 0   | Elman                        |
|    | TM | Abdirahman Jama       | 4 tháng 8, 2000   | 0    | 0   | Elman                        |
|    |    |                       |                   |      |     |                              |
|    | HV | Abel Gigli            | 16 tháng 8, 1990  | 6    | 1   | Ravenna                      |
|    | HV | Saadiq Elmi           | 11 tháng 11, 2000 | 3    | 0   | Grorud                       |
|    | HV | Ahmed Said Ahmed      | 4 tháng 7, 1998   | 10   | 0   | MyPa-47                      |
|    | HV | Ahmed Ali             | 23 tháng 10, 1990 | 8    | 0   | Halesowen Town               |
|    | HV | Haji Abdikadir        | 15 tháng 10, 1998 | 1    | 0   | Colorado Springs Switchbacks |
|    | HV | Mohamed Hussein Curka | 23 tháng 6, 1997  | 1    | 0   | Onsala                       |
|    | HV | Omar Hussein          |                   | 0    | 0   | Korsnäs                      |
|    | HV | Yonis Farah           | 4 tháng 9, 1999   | 7    | 0   | Eskilstuna City              |
|    | HV | Abdi Mohamed          | 25 tháng 10, 1996 | 3    | 0   | Columbus Crew 2              |
|    |    |                       |                   |      |     |                              |
|    | TV | Liban Abdulahi        | 2 tháng 11, 1995  | 7    | 0   | Locomotive Tbilisi           |
|    | TV | Omar Jama             | 21 tháng 5, 1998  | 1    | 0   | Gnistan                      |
|    | TV | Abdulsamed Abdullahi  | 19 tháng 1, 1997  | 4    | 0   | Free agent                   |
|    | TV | Isse Ismail           | 20 tháng 4, 1999  | 2    | 0   | Haninge                      |
|    | TV | Abdiqafar Cise Ismail |                   | 0    | 0   | Som United                   |
|    | TV | Abdullahi Telli       | 26 tháng 3, 1996  | 0    | 0   | Karaman Beleyespor           |
|    | TV | Ayuub Abdi            | 15 tháng 11, 1996 | 1    | 0   | JäPS                         |
|    | TV | Sak Hassan            | 21 tháng 3, 2001  | 2    | 1   | Sudbury                      |
|    | TV | Anis Nuur             | 24 tháng 1, 1997  | 1    | 0   | Metropolitan Police          |
|    |    |                       |                   |      |     |                              |
|    | TĐ | Hussein Mohamed       | 20 tháng 3, 1997  | 8    | 0   | PK-35                        |
|    | TĐ | Jama Boss             | 3 tháng 5, 1994   | 1    | 0   | St Albans Saints             |
|    | TĐ | Amin Askar            | 1 tháng 10, 1985  | 0    | 0   | Kristiansund                 |
|    | TĐ | Mukhtar Suleiman      | 10 tháng 8, 1998  | 2    | 0   | Katwijk                      |
|    | TĐ | Ibrahim Ilyas         | 5 tháng 3, 2000   | 2    | 0   | Horseed                      |
|    | TĐ | Ali Musse             | 1 tháng 1, 1996   | 4    | 0   | Cavalry                      |
|    | TĐ | Mohamed Awad          | 7 tháng 5, 1994   | 4    | 0   | Manukau United               |
|    | TĐ | Siad Haji             | 1 tháng 12, 1999  | 2    | 0   | San Jose Earthquakes         |
|    | TĐ | Handwalla Bwana       | 25 tháng 6, 1999  | 0    | 0   | Memphis 901                  |
|    | TĐ | Bilal Hersi           | 29 tháng 10, 2001 | 1    | 0   | Siena Saints                 |

### Triệu tập gần đây
| Vt | Cầu thủ | Ngày sinh (tuổi) | Số trận | Bt | Câu lạc bộ | Lần cuối triệu tập |
| -- | ------- | ---------------- | ------- | -- | ---------- | ------------------ |
|    |         |                  |         |    |            |                    |
|    |         |                  |         |    |            |                    |
|    |         |                  |         |    |            |                    |